# Delphacodes fieberi
Delphacodes fieberi är en insektsart som först beskrevs av Scott 1870.  Delphacodes fieberi ingår i släktet Delphacodes och familjen sporrstritar. Inga underarter finns listade i Catalogue of Life.